# Хардерт
Хардерт (нем. Hardert) — община в Германии, в земле Рейнланд-Пфальц. 
Входит в состав района Нойвид. Подчиняется управлению Ренгсдорф.  Население составляет 802 человека (на 31 декабря 2010 года). Занимает площадь 3,44 км².